# Gunnar Hoving

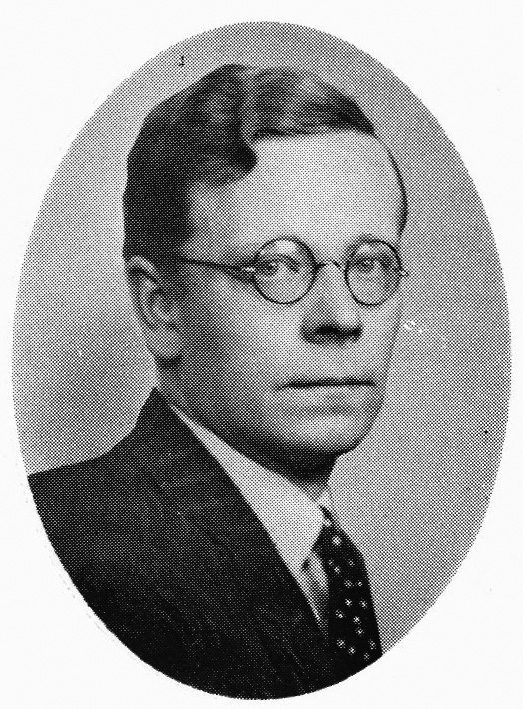
Gunnar Hoving

Gunnar Victor Hoving, född 10 juni 1901 i Viborg, död 10 april 1994, var en finländsk-svensk arkitekt. Han var son till Victor Hoving.
Hoving utexaminerades från Kungliga Tekniska högskolan 1924 och Kungliga Konsthögskolan 1927. Han var anställd hos bland andra Ragnar Hjorth, Hakon Ahlberg och hos professor Melchior Wernstedt. Han bedrev egen arkitektverksamhet från 1931. På 1930-talet samarbetade han med Erik Friberger, Anders Funkqvist och Harry Kjellkvist.
Han var lärare vid Slöjdföreningens skola i Göteborg 1929–39, assistent vid Chalmers tekniska högskola 1933–35, speciallärare 1935–38 och 1939–47, stadsarkitekt i Skara 1933–37, Lidköping 1934–37, Kungälv 1935–44, Alingsås 1937–44, professor i husbyggnad vid Chalmers tekniska högskola 1950–66 (tf. 1947). 
Hoving var ordförande i Byggnadstekniska föreningen Göteborg 1936–38, Tekniska samfundets i Göteborg avdelning för husbyggnadskonst 1948–49, styrelseledamot i Svenska Arkitekters Riksförbund 1945–48, Röhsska konstslöjdmuseet 1951–58, Slöjdföreningens skola 1951–74, ordförande 1962–74 och guvernör i Rotary International 1968–70. Han utförde ritningar till ett flertal hyreshus, kommunala och industriella byggnader. Han var också arkitekt för en del av egnahemsområdet i Utby.
För Daros i Partille ritade han på 1950-talet både fabriksbyggnader och arbetarbostäder.
Från och med år 1938 genomfördes många om- och tillbyggnader av fryshuset i Majorna som blev en funktionalistisk storanläggning. Gunnar Hoving ritade den första tillbyggnaden, som uppfördes mellan fryshuset och den intilliggande konservfabriken vid Fiskhamnsgatan.

## Verk i urval

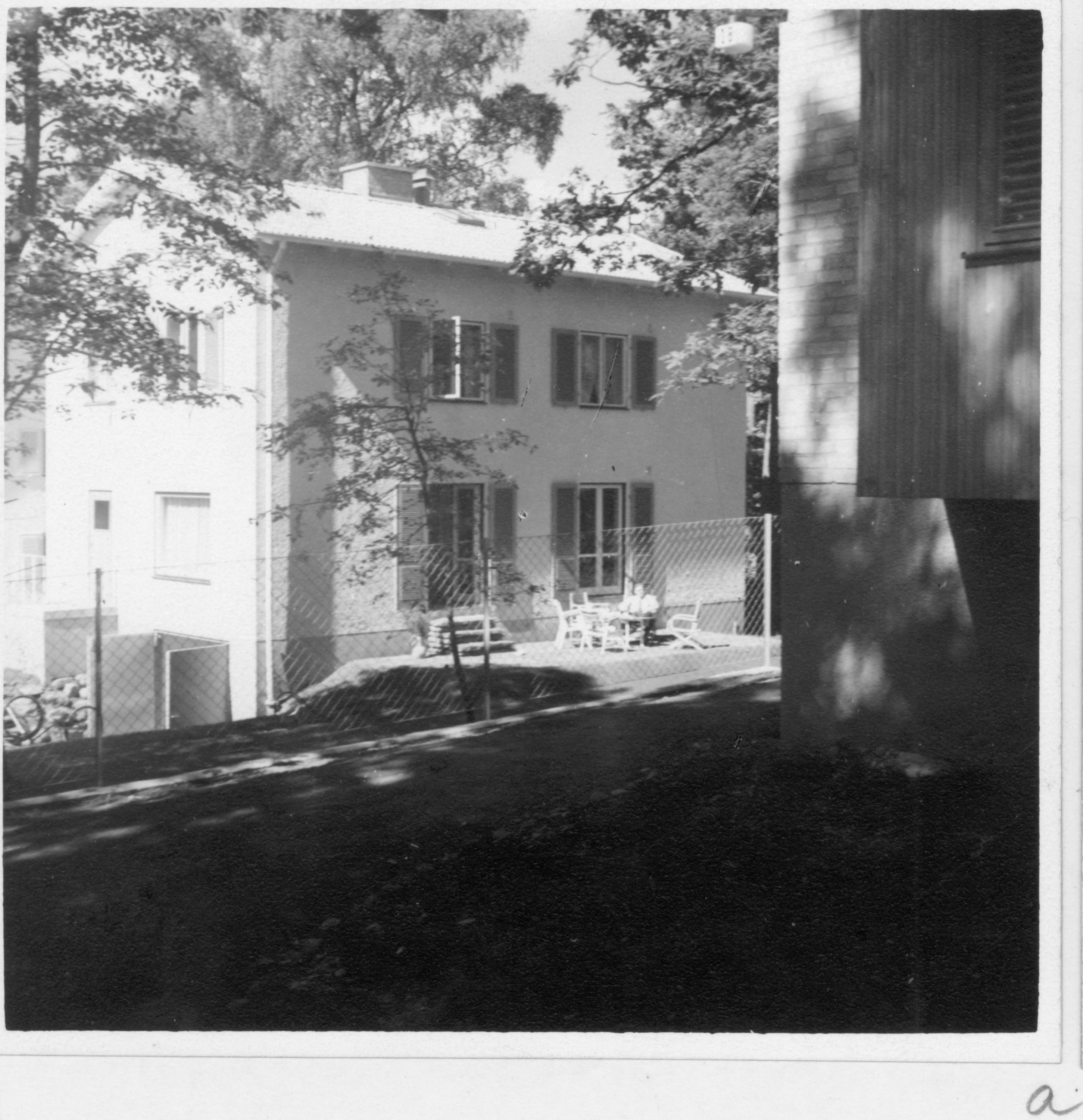
Villa i Göteborg

- Bostadshus Södra vägen 13 / Vasagatan 58-60, Göteborg, 1931
- Saluhall och affärshus i Borås 1932-1935.
- Kollektivhuset, Vasagatan 58, Göteborg 1931.
- Affärshus i Skara 1934.
- Skofabrik i Skara 1934-1935.
- Sanering av stadsplan för Skara 1934-1935.
- Om- och tillbyggnad av Lidköpings porslinsfabrik 1935.
- Om- och tillbyggnad av affärshus i Göteborg.
- Göteborgs stads bostadsutställning 1936.
- Renströmska badanstalten i Göteborg 1936.
- Affärslokaler, Odinsplatsen, Göteborg 1938.
- Hyreshus i Stockholm, Göteborg, Skara och i Lidköping.
- Industrier, sociala inrättningar och militära anläggningar.